# Costumista
Il costumista è chi disegna gli abiti di scena per uno spettacolo o un film, scegliendone lo stile, i tessuti e i colori, previo accordo con il regista e lo scenografo.

## Competenze
Il costumista sovrintende alla realizzazione dei costumi da parte dei sarti. Spesso delinea bozzetti che vengono poi realizzati dalla sartoria ed il suo lavoro è sovente coadiuvato dall'aiuto costumista, che si occupa degli aspetti strettamente logistici e tecnici della professione.
Nelle realizzazioni cinematografiche il costumista è spesso, ma non necessariamente, colui dal quale dipende anche il truccatore, con il quale instaura un rapporto teso a delineare quale stile di mascheramento del corpo il truccatore debba utilizzare per completare l'idea del costumista sul personaggio.

## Galleria d'immagini

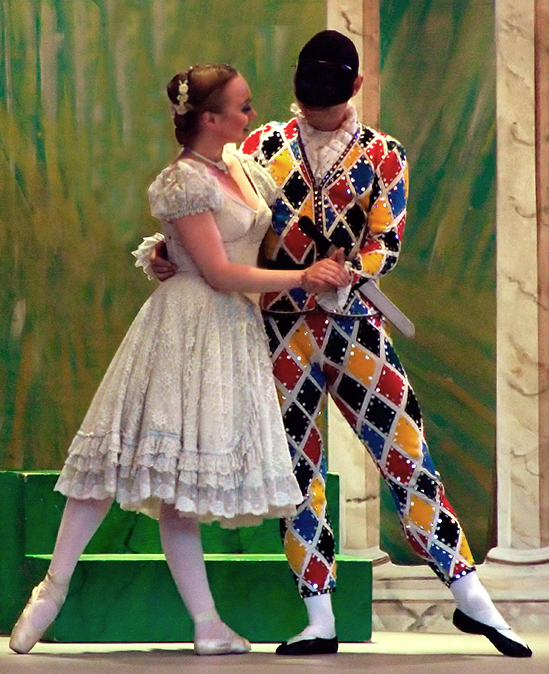
I costumi hanno un ruolo importante nella commedia dell'arte, qui raffigurati Colombina e Arlecchino
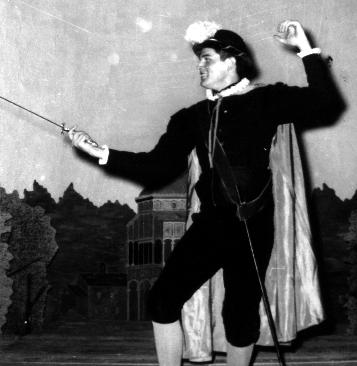
Attore shakespeariano in posizione di scherma
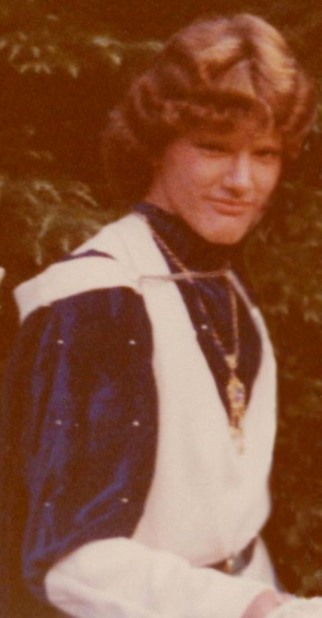
Attore in costume elisabettiano con tunica, medaglione e mantello
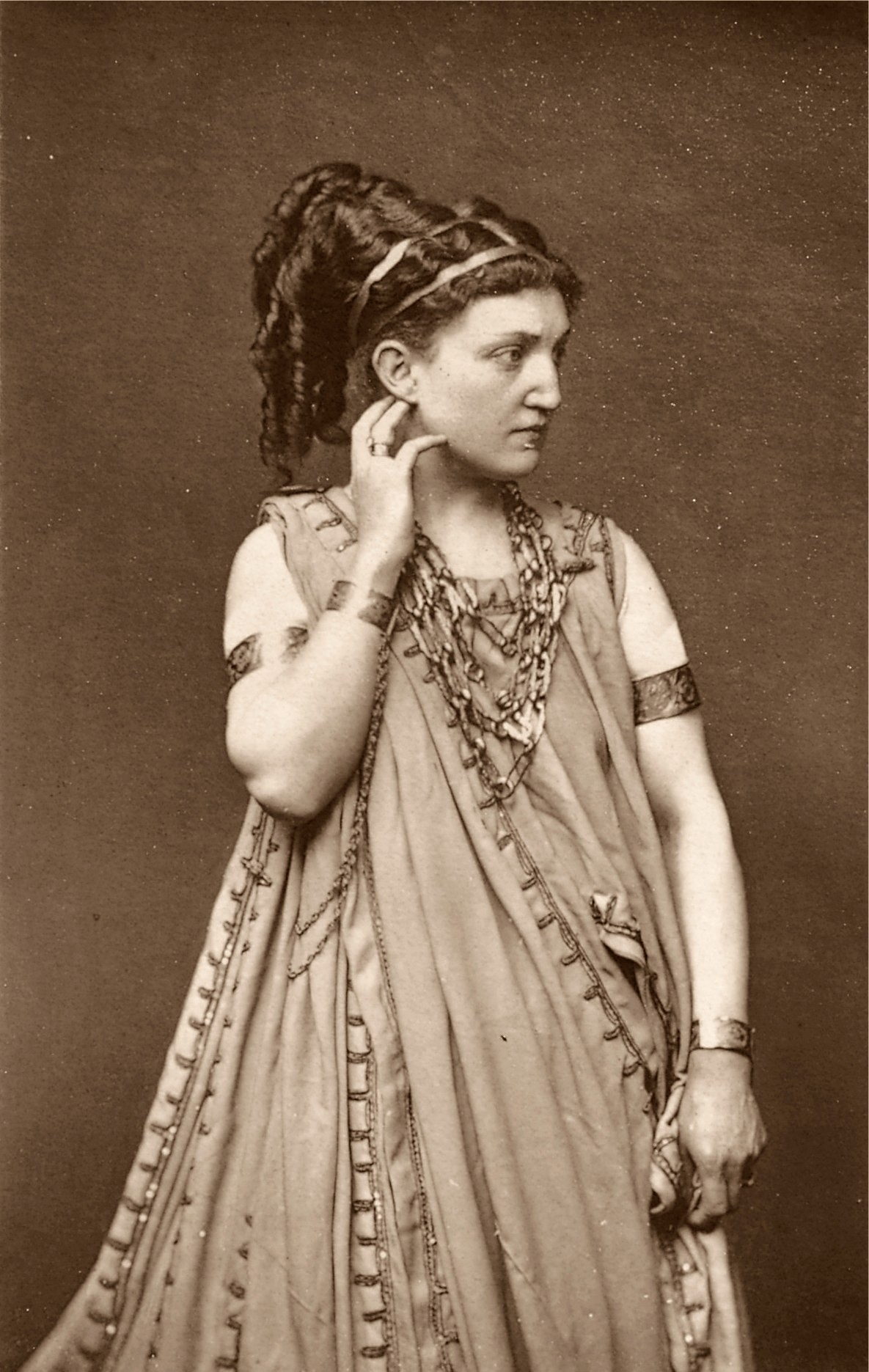
Kate Josephine Bateman in costume
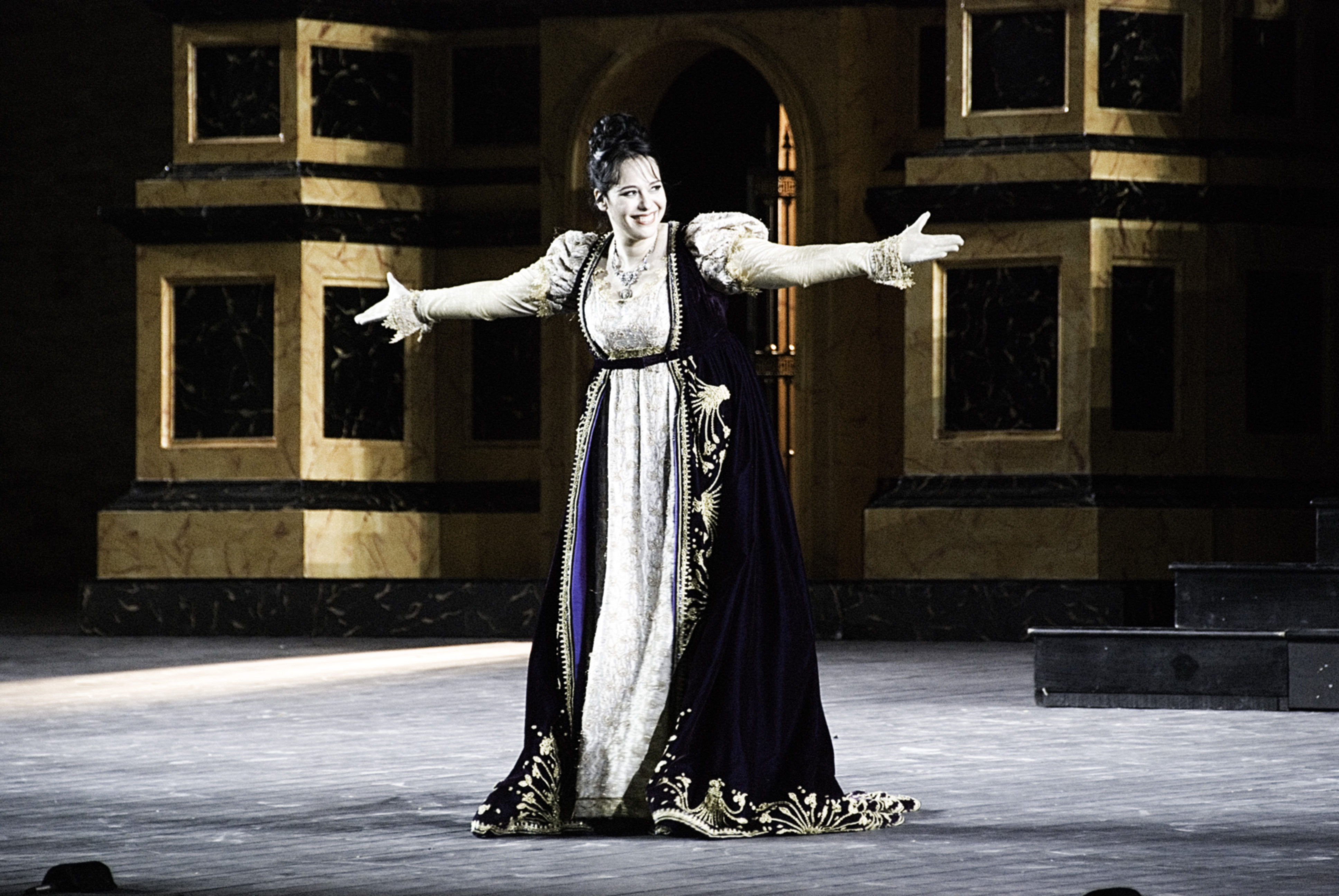
Un cantante d'opera in una produzione di Tosca